# Coupe du monde de ski alpin 1985-1986
Navigation
Édition précédente Édition suivante
La coupe du monde de ski alpin 1985-1986 commence le 16 août 1985 avec la descente hommes de Las Lenas I et se termine le 22 mars 1986 avec le géant femmes de Bromont.
Les hommes disputent 46 épreuves : 13 descentes, 5 super-G, 7 géants, 13 slaloms, 7 combinés et 1 parallèle.
Les femmes disputent 37 épreuves : 10 descentes, 5 super-G, 8 géants, 9 slaloms et 5 combinés.
Au cours de la saison 1985-1986, il n'y a ni Jeux olympiques ni championnats du monde.

## Tableau d'honneur
| Catégorie | Messieurs         | Dames            |
| --------- | ----------------- | ---------------- |
| Général   | Marc Girardelli   | Maria Walliser   |
| Descente  | Peter Wirnsberger | Maria Walliser   |
| Super G   | Markus Wasmeier   | Marina Kiehl     |
| Géant     | Joël Gaspoz       | Vreni Schneider  |
| Slalom    | Rok Petrovič      | Roswitha Steiner |
| Combiné   | Pirmin Zurbriggen | Maria Walliser   |

## Résumé de la saison
Marc Girardelli gagne une deuxième coupe du monde de ski et bat Pirmin Zurbriggen de seulement 10 points.
Le duel tant attendu entre le luxembourgeois et le suisse n'atteint pas le niveau de la saison précédente.
Marc Girardelli devient un skieur polyvalent : il réalise des progrès spectaculaires en descente (3 podiums), mais ne brille plus en slalom et ne gagne que 3 courses (1 super-G et 2 combinés).
Pirmin Zurbriggen effectue son service militaire lors de l'été et commence la saison mal préparé. Le skieur suisse chute ensuite lors de la descente d'entraînement de Val-d'Isère, manque quelques courses en décembre et janvier et courre après la forme et la confiance.
Pirmin Zurbriggen se reprend en fin de saison avec des victoires à Aare en slalom et combiné et à Hemsedal en super-G et maintient en vain le suspense jusqu'à la dernière course de la saison.
Ingemar Stenmark retrouve le chemin de la victoire (en géant à Alta Badia, Hemsedal et Lake Placid et en slalom à Saint-Anton) et totalise désormais 83 succès en coupe du monde.
Peter Wirnsberger gagne quatre descentes consécutives (Val Gardena, Schladming, Kitzbühel I et II) et la coupe du monde de descente.
Markus Wasmeier confirme son titre mondial en géant de 1985 : il termine troisième du classement général et remporte les coupes du monde de super-G et de combiné.
Didier Bouvet gagne le slalom de Parpan. La dernière victoire d'un skieur français en coupe du monde datait de mars 1973 avec Jean-Noël Augert en slalom à Heavenly Valley.
La vingtième édition de la coupe du monde de ski est perturbée par la météo (tempêtes, redoux et pluies) et le nombre d'épreuves est trop important avec 45 courses !
La coupe du monde de ski commence pour la première fois de son histoire en août en Argentine à Las Lenas par 2 descentes, reprend en décembre dans les Alpes, se poursuit en février en Scandinavie et se termine en Amérique du Nord.
La coupe du monde de ski connaît une crise de croissance.
Le podium de la coupe du monde de ski 1986: 5 victoires suisse avec Maria Walliser et Vreni Schneider.
La tenante du titre Michela Figini passe au travers de sa saison de manière spectaculaire et inattendue : elle ne remporte qu'une seule course (combiné de Val-d'Isère II/Maribor) et ne se classe que sixième du classement général.
La saison est un chassé-croisé entre la descendeuse Maria Walliser et la slalomeuse Erika Hess.
Maria Walliser prend une option décisive sur le globe de cristal à Sunshine Valley (en), où elle remporte la descente, obtient une deuxième place en géant et gagne le combiné.
Maria Walliser s'impose à 6 reprises (3 descentes, 1 géant et 2 combinés) et gagne les globes de cristal de la descente et du combiné. Ce succès amplement mérité lui permet de sortir de l'ombre de Michela Figini.
Vreni Schneider remporte 3 courses (géants de Maribor, Oberstaufen I et Waterville Valley) et la coupe du monde de géant.

## Système de points
Le vainqueur d'une épreuve de coupe du monde se voit attribuer 25 points pour le classement général. Les skieurs classés aux quinze premières places marquent des points.
| Place  | 1er | 2d | 3e | 4e | 5e | 6e | 7e | 8e | 9e | 10e | 11e | 12e | 13e | 14e | 15e |
| ------ | --- | -- | -- | -- | -- | -- | -- | -- | -- | --- | --- | --- | --- | --- | --- |
| Points | 25  | 20 | 15 | 12 | 11 | 10 | 9  | 8  | 7  | 6   | 5   | 4   | 3   | 2   | 1   |

## Classement général
| Rang | Nom               | Points | Victoire(s) | Podium(s) |
| ---- | ----------------- | ------ | ----------- | --------- |
| 1    | Marc Girardelli   | 294    | 3           | 8         |
| 2    | Pirmin Zurbriggen | 284    | 4           | 9         |
| 3    | Markus Wasmeier   | 214    | 3           | 11        |
| 4    | Peter Müller      | 204    | 5           | 10        |
| 5    | Ingemar Stenmark  | 196    | 4           | 8         |
| 6    | Leonhard Stock    | 174    | -           | 7         |
| 7    | Rok Petrovič      | 170    | 5           | 7         |
| 8    | Peter Wirnsberger | 148    | 4           | 7         |
| 9    | Hubert Strolz     | 147    | -           | 8         |
| 10   | Günther Mader     | 143    | 2           | 2         |
| 11   | Michael Mair      | 129    | 1           | 5         |
| 12   | Roberto Erlacher  | 125    | -           | 4         |
| 13   | Franz Heinzer     | 124    | 1           | 1         |
| 14   | Andreas Wenzel    | 119    | -           | 3         |
| 15   | Bojan Križaj      | 115    | 1           | 5         |
| 16   | Richard Pramotton | 111    | 1           | 1         |
| 17   | Karl Alpiger      | 110    | 2           | 3         |
| 18   | Anton Steiner     | 109    | 2           | 3         |
| 19   | Joël Gaspoz       | 101    | 3           | 3         |
| 20   | Paul Frommelt     | 100    | 1           | 5         |

| Rang | Nom                   | Points | Victoire(s) | Podium(s) |
| ---- | --------------------- | ------ | ----------- | --------- |
| 1    | Maria Walliser        | 287    | 6           | 14        |
| 2    | Erika Hess            | 242    | 3           | 9         |
| 3    | Vreni Schneider       | 216    | 3           | 7         |
| 4    | Olga Charvátová       | 199    | 1           | 6         |
| 5    | Brigitte Örtli        | 181    | -           | 7         |
| 6    | Michela Figini        | 178    | 1           | 3         |
| 7    | Mateja Svet           | 159    | 2           | 5         |
| 8    | Marina Kiehl          | 157    | 2           | 4         |
| 9    | Traudl Hächer         | 153    | 3           | 6         |
| 10   | Michaela Gerg-Leitner | 151    | 1           | 4         |
| 11   | Katharina Gutensohn   | 145    | 3           | 6         |
| 12   | Liisa Savijarvi       | 136    | 1           | 3         |
| 13   | Perrine Pelen         | 117    | -           | 3         |
| 14   | Laurie Graham         | 116    | 2           | 7         |
| 15   | Roswitha Steiner      | 110    | 4           | 4         |
| 16   | Sigrid Wolf           | 93     | -           | -         |
| 17   | Anita Wachter         | 91     | -           | 3         |
| 18   | Sylvia Eder           | 90     | -           | -         |
| 19   | Heidi Zeller-Bähler   | 81     | -           | 1         |
| 20   | Regine Mösenlechner   | 80     | -           | -         |

## Classements de chaque discipline
Les noms en gras remportent les titres des disciplines.

### Descente
| Rang | Nom               | Points | Victoire(s) | Podium(s) |
| ---- | ----------------- | ------ | ----------- | --------- |
| 1    | Peter Wirnsberger | 120    | 4           | 7         |
| 2    | Peter Müller      | 115    | 3           | 6         |
| 3    | Michael Mair      | 92     | 1           | 4         |
| 4    | Marc Girardelli   | 76     | -           | 3         |
| 5    | Karl Alpiger      | 75     | 2           | 2         |
| 6    | Leonhard Stock    | 74     | -           | 3         |
| 7    | Erwin Resch       | 72     | -           | 3         |
| 8    | Anton Steiner     | 71     | 2           | 2         |
| 9    | Franz Heinzer     | 68     | 1           | 1         |
| 10   | Gustav Öhrli      | 57     | -           | 1         |

| Rang | Nom                   | Points | Victoire(s) | Podium(s) |
| ---- | --------------------- | ------ | ----------- | --------- |
| 1    | Maria Walliser        | 115    | 3           | 7         |
| 2    | Katharina Gutensohn   | 110    | 3           | 6         |
| 3    | Laurie Graham         | 105    | 2           | 7         |
| 4    | Brigitte Örtli        | 82     | -           | 3         |
| 5    | Liisa Savijarvi       | 65     | -           | 1         |
| 6    | Michela Figini        | 53     | -           | -         |
| 7    | Michaela Gerg-Leitner | 48     | 1           | 2         |
| 8    | Pam Fletcher          | 46     | 1           | 1         |
| 9    | Regine Mösenlechner   | 44     | -           | -         |
| 10   | Marina Kiehl          | 43     | -           | -         |

### Super G
| Rang | Nom               | Points | Victoire(s) | Podium(s) |
| ---- | ----------------- | ------ | ----------- | --------- |
| 1    | Markus Wasmeier   | 105    | 2           | 5         |
| 2    | Pirmin Zurbriggen | 67     | 1           | 2         |
| 3    | Marc Girardelli   | 56     | 1           | 2         |
| 4    | Leonhard Stock    | 52     | -           | 1         |
| 5    | Peter Müller      | 40     | 1           | 2         |
| 6    | Martin Hangl      | 34     | -           | 1         |
| 7    | Michael Eder      | 30     | -           | -         |
| 8    | Hubert Strolz     | 29     | -           | 1         |
| 8    | Hans Enn          | 29     | -           | -         |
| 10   | Franz Heinzer     | 24     | -           | -         |

| Rang | Nom                   | Points | Victoire(s) | Podium(s) |
| ---- | --------------------- | ------ | ----------- | --------- |
| 1    | Marina Kiehl          | 75     | 2           | 2         |
| 2    | Liisa Savijarvi       | 56     | 1           | 2         |
| 3    | Michaela Marzola      | 47     | 1           | 1         |
| 4    | Traudl Hächer         | 40     | 1           | 2         |
| 5    | Michaela Gerg-Leitner | 37     | -           | 1         |
| 6    | Olga Charvátová       | 31     | -           | -         |
| 7    | Anita Wachter         | 30     | -           | 1         |
| 7    | Anne-Flore Rey        | 30     | -           | -         |
| 7    | Catherine Quittet     | 30     | -           | -         |
| 10   | Maria Walliser        | 24     | -           | 1         |
| 10   | Michela Figini        | 24     | -           | -         |
| 10   | Sigrid Wolf           | 24     | -           | -         |

### Géant
| Rang | Nom               | Points | Victoire(s) | Podium(s) |
| ---- | ----------------- | ------ | ----------- | --------- |
| 1    | Joël Gaspoz       | 97     | 3           | 3         |
| 2    | Ingemar Stenmark  | 96     | 3           | 3         |
| 3    | Hubert Strolz     | 90     | -           | 7         |
| 4    | Roberto Erlacher  | 77     | -           | 4         |
| 5    | Marc Girardelli   | 57     | -           | -         |
| 6    | Richard Pramotton | 52     | 1           | 1         |
| 7    | Rok Petrovič      | 47     | -           | -         |
| 8    | Markus Wasmeier   | 34     | -           | 1         |
| 9    | Marco Tonazzi     | 33     | -           | 1         |
| 10   | Pirmin Zurbriggen | 30     | -           | -         |

| Rang | Nom                    | Points | Victoire(s) | Podium(s) |
| ---- | ---------------------- | ------ | ----------- | --------- |
| 1    | Vreni Schneider        | 110    | 3           | 5         |
| 2    | Traudl Hächer          | 88     | 2           | 3         |
| 3    | Mateja Svet            | 84     | 2           | 3         |
| 4    | Maria Walliser         | 76     | 1           | 2         |
| 5    | Olga Charvátová        | 72     | -           | 4         |
| 6    | Michela Figini         | 58     | -           | 2         |
| 7    | Erika Hess             | 52     | -           | -         |
| 8    | Anita Wachter          | 43     | -           | 1         |
| 9    | Michaela Gerg-Leitner  | 41     | -           | 1         |
| 10   | Blanca Fernandez-Ochoa | 37     | -           | 1         |

### Slalom
| Rang | Nom                 | Points | Victoire(s) | Podium(s) |
| ---- | ------------------- | ------ | ----------- | --------- |
| 1    | Rok Petrovič        | 125    | 5           | 7         |
| 2    | Ingemar Stenmark    | 100    | 1           | 5         |
| 2    | Bojan Križaj        | 100    | 1           | 5         |
| 2    | Paul Frommelt       | 100    | 1           | 5         |
| 5    | Jonas Nilsson       | 87     | 1           | 4         |
| 6    | Pirmin Zurbriggen   | 79     | 1           | 3         |
| 7    | Didier Bouvet       | 72     | 1           | 2         |
| 8    | Günther Mader       | 66     | 1           | 1         |
| 9    | Ivano Edalini       | 55     | -           | 1         |
| 10   | Dietmar Kohlbichler | 47     | -           | 1         |

| Rang | Nom                      | Points | Victoire(s) | Podium(s) |
| ---- | ------------------------ | ------ | ----------- | --------- |
| 1    | Roswitha Steiner         | 110    | 4           | 4         |
| 2    | Erika Hess               | 110    | 2           | 7         |
| 3    | Perrine Pelen            | 77     | -           | 3         |
| 4    | Olga Charvátová          | 56     | 1           | 2         |
| 5    | Brigitte Örtli           | 52     | -           | 2         |
| 5    | Ida Ladstätter           | 52     | -           | 1         |
| 7    | Vreni Schneider          | 51     | -           | 1         |
| 7    | Małgorzata Tlałka-Mogore | 51     | -           | 1         |
| 9    | Corinne Schmidhauser     | 49     | 1           | 1         |
| 9    | Mateja Svet              | 49     | -           | 1         |

### Combiné
| Rang | Nom               | Points | Victoire(s) | Podium(s) |
| ---- | ----------------- | ------ | ----------- | --------- |
| 1    | Pirmin Zurbriggen | 65     | 2           | 3         |
| 2    | Marc Girardelli   | 60     | 2           | 2         |
| 2    | Markus Wasmeier   | 60     | 1           | 3         |
| 4    | Leonhard Stock    | 55     | -           | 3         |
| 5    | Andreas Wenzel    | 50     | -           | 2         |
| 6    | Peter Müller      | 49     | 1           | 2         |
| 7    | Günther Mader     | 33     | 1           | 1         |
| 8    | Franz Heinzer     | 32     | -           | -         |
| 8    | Anton Steiner     | 32     | -           | -         |
| 10   | Gustav Öhrli      | 30     | -           | 2         |

| Rang | Nom                   | Points | Victoire(s) | Podium(s) |
| ---- | --------------------- | ------ | ----------- | --------- |
| 1    | Maria Walliser        | 70     | 2           | 4         |
| 2    | Erika Hess            | 56     | 1           | 2         |
| 3    | Michela Figini        | 43     | 1           | 1         |
| 4    | Brigitte Örtli        | 41     | -           | 2         |
| 5    | Vreni Schneider       | 35     | -           | -         |
| 6    | Heidi Zeller-Bähler   | 30     | -           | 1         |
| 7    | Monika Hess           | 25     | 1           | 1         |
| 7    | Traudl Hächer         | 25     | -           | 1         |
| 7    | Michaela Gerg-Leitner | 25     | -           | -         |
| 10   | Marina Kiehl          | 23     | -           | 1         |
| 10   | Katharina Gutensohn   | 23     | -           | -         |

## Calendrier et résultats

### Messieurs
| Date              | Lieu                      | Épreuve     | Vainqueur         | Second            | Troisième                          |
| ----------------- | ------------------------- | ----------- | ----------------- | ----------------- | ---------------------------------- |
| 16 aout 1985      | Las Lenas                 | Descente I  | Karl Alpiger      | Doug Lewis        | Helmut Höflehner                   |
| 18 aout 1985      | Las Lenas                 | Descente II | Karl Alpiger      | Peter Müller      | Markus Wasmeier                    |
| 1er décembre 1985 | Sestrière                 | Slalom      | Rok Petrovič      | Bojan Križaj      | Ivano Edalini                      |
| 7 décembre 1985   | Val d'Isère               | Descente    | Michael Mair      | Marc Girardelli   | Peter Wirnsberger                  |
| 14 décembre 1985  | Val Gardena               | Descente    | Peter Wirnsberger | Peter Müller      | Sepp Wildgruber                    |
| 15 décembre 1985  | Alta Badia                | Géant       | Ingemar Stenmark  | Hubert Strolz     | Roberto Erlacher                   |
| 15 décembre 1985  | Val Gardena Alta Badia    | Combiné     | Marc Girardelli   | Niklas Henning    | Pirmin Zurbriggen                  |
| 16 décembre 1985  | Madonna                   | Slalom      | Jonas Nilsson     | Bojan Križaj      | Paul Frommelt                      |
| 20 décembre 1985  | Kranjska Gora             | Géant       | Joël Gaspoz       | Roberto Erlacher  | Hubert Strolz                      |
| 21 décembre 1985  | Kranjska Gora             | Slalom      | Rok Petrovič      | Jonas Nilsson     | Thomas Stangassinger               |
| 30 décembre 1985  | Vienne                    | Parallèle   | Ivano Edalini     | Markus Wasmeier   | Anton Steiner                      |
| 31 décembre 1985  | Schladming                | Descente    | Peter Wirnsberger | Peter Müller      | Erwin Resch                        |
| 3 janvier 1986    | Kranjska Gora             | Géant       | Joël Gaspoz       | Hubert Strolz     | Markus Wasmeier                    |
| 14 janvier 1986   | Berchtesgaden             | Slalom      | Johan Wallner     | Bojan Križaj      | Daniel Mougel                      |
| 17 janvier 1986   | Kitzbühel                 | Descente I  | Peter Wirnsberger | Erwin Resch       | Pirmin Zurbriggen                  |
| 18 janvier 1986   | Kitzbühel                 | Descente II | Peter Wirnsberger | Erwin Resch       | Michael Mair                       |
| 19 janvier 1986   | Kitzbühel                 | Slalom      | Paul Frommelt     | Ingemar Stenmark  | Andreas Wenzel Dietmar Kohlbichler |
| 19 janvier 1986   | Kitzbühel                 | Combiné     | Pirmin Zurbriggen | Andreas Wenzel    | Markus Wasmeier                    |
| 21 janvier 1986   | Lenzerheide               | Slalom      | Didier Bouvet     | Ingemar Stenmark  | Thomas Bürgler                     |
| 25 janvier 1986   | Sankt Anton               | Slalom      | Ingemar Stenmark  | Rok Petrovič      | Jonas Nilsson                      |
| 28 janvier 1986   | Adelboden                 | Géant       | Richard Pramotton | Marco Tonazzi     | Hubert Strolz                      |
| 2 février 1986    | Wengen                    | Slalom      | Rok Petrovič      | Didier Bouvet     | Bojan Križaj                       |
| 3 février 1986    | Crans Montana             | Super G I   | Peter Müller      | Pirmin Zurbriggen | Markus Wasmeier                    |
| 3 février 1986    | Crans Montana Val d'Isère | Combiné     | Peter Müller      | Michael Mair      | Karl Alpiger                       |
| 4 février 1986    | Crans Montana             | Super G II  | Marc Girardelli   | Markus Wasmeier   | Peter Müller                       |
| 7 février 1986    | Morzine                   | Descente I  | Anton Steiner     | Gustav Öhrli      | Peter Wirnsberger                  |
| 7 février 1986    | Morzine Sankt Anton       | Combiné     | Marc Girardelli   | Leonhard Stock    | Gustav Öhrli                       |
| 8 février 1986    | Morzine                   | Descente II | Peter Müller      | Leonhard Stock    | Atle Skårdal                       |
| 9 février 1986    | Morzine                   | Super G     | Markus Wasmeier   | Marc Girardelli   | Hubert Strolz                      |
| 9 février 1986    | Morzine                   | Combiné     | Markus Wasmeier   | Leonhard Stock    | Peter Müller                       |
| 21 février 1986   | Åre                       | Descente I  | Peter Müller      | Michael Mair      | Marc Girardelli                    |
| 21 février 1986   | Åre Wengen                | Combiné     | Günther Mader     | Andreas Wenzel    | Gustav Öhrli                       |
| 22 février 1986   | Åre                       | Descente II | Franz Heinzer     | Marc Girardelli   | Armin Assinger                     |
| 23 février 1986   | Åre                       | Slalom      | Pirmin Zurbriggen | Paul Frommelt     | Jonas Nilsson                      |
| 23 février 1986   | Åre                       | Combiné     | Pirmin Zurbriggen | Markus Wasmeier   | Leonhard Stock                     |
| 25 février 1986   | Lillehammer               | Slalom      | Rok Petrovič      | Ingemar Stenmark  | Marc Girardelli                    |
| 27 février 1986   | Hemsedal                  | Géant       | Ingemar Stenmark  | Hans Stuffer      | Hubert Strolz                      |
| 28 février 1986   | Hemsedal                  | Super G     | Pirmin Zurbriggen | Markus Wasmeier   | Leonhard Stock                     |
| 2 mars 1986       | Geilo                     | Slalom      | Günther Mader     | Paul Frommelt     | Rok Petrovič                       |
| 8 mars 1986       | Aspen                     | Descente    | Peter Müller      | Peter Wirnsberger | Leonhard Stock                     |
| 11 mars 1986      | Heavenly Valley           | Slalom      | Rok Petrovič      | Pirmin Zurbriggen | Ingemar Stenmark                   |
| 15 mars 1986      | Whistler                  | Descente    | Anton Steiner     | Michael Mair      | Leonhard Stock                     |
| 16 mars 1986      | Whistler                  | Super G     | Markus Wasmeier   | Martin Hangl      | Peter Roth                         |
| 18 mars 1986      | Lake Placid               | Géant I     | Ingemar Stenmark  | Hubert Strolz     | Roberto Erlacher                   |
| 19 mars 1986      | Lake Placid               | Géant II    | Joël Gaspoz       | Roberto Erlacher  | Hubert Strolz                      |
| 21 mars 1986      | Bromont                   | Slalom      | Bojan Križaj      | Paul Frommelt     | Pirmin Zurbriggen                  |

### Dames
| Date             | Lieu                   | Épreuve     | Vainqueur             | Seconde                  | Troisième             |
| ---------------- | ---------------------- | ----------- | --------------------- | ------------------------ | --------------------- |
| 7 décembre 1985  | Sestrière              | Super G     | Marina Kiehl          | Michaela Gerg-Leitner    | Mateja Svet           |
| 8 décembre 1985  | Sestrière              | Slalom      | Roswitha Steiner      | Erika Hess               | Brigitte Örtli        |
| 8 décembre 1985  | Sestrière              | Combiné     | Erika Hess            | Brigitte Örtli           | Maria Walliser        |
| 12 décembre 1985 | Val d'Isère            | Descente I  | Michaela Gerg-Leitner | Laurie Graham            | Maria Walliser        |
| 13 décembre 1985 | Val d'Isère            | Descente II | Laurie Graham         | Maria Walliser           | Michaela Gerg-Leitner |
| 15 décembre 1985 | Savognin               | Slalom      | Erika Hess            | Brigitte Gadient         | Nadia Bonfini         |
| 5 janvier 1986   | Maribor                | Slalom      | Roswitha Steiner      | Erika Hess               | Ida Ladstätter        |
| 6 janvier 1986   | Maribor                | Géant       | Vreni Schneider       | Michela Figini           | Marina Kiehl          |
| 6 janvier 1986   | Val d'Isère Maribor II | Combiné     | Michela Figini        | Maria Walliser           | Marina Kiehl          |
| 10 janvier 1986  | Bad Gastein            | Descente I  | Katharina Gutensohn   | Liisa Savijarvi          | Laurie Graham         |
| 11 janvier 1986  | Bad Gastein            | Descente II | Maria Walliser        | Sieglinde Winkler        | Katharina Gutensohn   |
| 12 janvier 1986  | Bad Gastein            | Slalom      | Anni Kronbichler      | Erika Hess               | Vreni Schneider       |
| 12 janvier 1986  | Bad Gastein            | Combiné     | Maria Walliser        | Erika Hess               | Brigitte Örtli        |
| 16 janvier 1986  | Puy-Saint-Vincent      | Descente    | Katharina Gutensohn   | Brigitte Örtli           | Laurie Graham         |
| 17 janvier 1986  | Puy-Saint-Vincent      | Super G     | Traudl Hächer         | Maria Walliser           | Vreni Schneider       |
| 19 janvier 1986  | Oberstaufen            | Géant I     | Vreni Schneider       | Michaela Gerg-Leitner    | Michela Figini        |
| 20 janvier 1986  | Oberstaufen            | Géant II    | Traudl Hächer         | Vreni Schneider          | Olga Charvátová       |
| 25 janvier 1986  | Megève                 | Super G     | Michaela Marzola      | Elisabeth Kirchler       | Traudl Hächer         |
| 25 janvier 1986  | Megève Saint-Gervais   | Combiné     | Monika Hess           | Corinne Schmidhauser     | Anita Wachter         |
| 26 janvier 1986  | Saint-Gervais          | Slalom      | Roswitha Steiner      | Perrine Pelen            | Mateja Svet           |
| 1er février 1986 | Crans Montana          | Descente I  | Laurie Graham         | Brigitte Örtli           | Katharina Gutensohn   |
| 2 février 1986   | Crans Montana          | Descente II | Katharina Gutensohn   | Maria Walliser           | Zoe Haas              |
| 4 février 1986   | Piancavallo            | Slalom      | Olga Charvátová       | Perrine Pelen            | Brigitte Örtli        |
| 5 février 1986   | Val Zoldana            | Géant       | Maria Walliser        | Mateja Svet              | Olga Charvátová       |
| 8 février 1986   | Vysoke Tatry           | Géant       | Mateja Svet           | Blanca Fernandez-Ochoa   | Traudl Hächer         |
| 9 février 1986   | Vysoke Tatry           | Slalom      | Corinne Schmidhauser  | Nadia Bonfini            | Erika Hess            |
| 1er mars 1986    | Furano                 | Descente    | Maria Walliser        | Brigitte Örtli           | Laurie Graham         |
| 2 mars 1986      | Furano                 | Super G     | Liisa Savijarvi       | Sieglinde Winkler        | Pam Fletcher          |
| 8 mars 1986      | Sunshine Village (en)  | Descente    | Maria Walliser        | Katharina Gutensohn      | Karen Percy           |
| 9 mars 1986      | Sunshine Village (en)  | Géant       | Traudl Hächer         | Maria Walliser           | Katra Zajc            |
| 9 mars 1986      | Sunshine Village (en)  | Combiné     | Maria Walliser        | Traudl Hächer            | Heidi Zeller-Bähler   |
| 11 mars 1986     | Park City              | Slalom      | Erika Hess            | Olga Charvátová          | Perrine Pelen         |
| 15 mars 1986     | Vail                   | Descente    | Pam Fletcher          | Laurie Graham            | Maria Walliser        |
| 16 mars 1986     | Vail                   | Super G     | Marina Kiehl          | Anita Wachter            | Liisa Savijarvi       |
| 18 mars 1986     | Waterville Valley      | Slalom      | Roswitha Steiner      | Małgorzata Tlałka-Mogore | Erika Hess            |
| 20 mars 1986     | Waterville Valley      | Géant       | Vreni Schneider       | Anita Wachter            | Olga Charvátová       |
| 22 mars 1986     | Bromont                | Géant       | Mateja Svet           | Olga Charvátová          | Vreni Schneider       |

## Coupe des nations
| Rang | Nom                  | Points | Victoire(s) | Podium(s) |
| ---- | -------------------- | ------ | ----------- | --------- |
| 1    | Suisse               | 2669   | 30          | 77        |
| 2    | Autriche             | 2173   | 16          | 52        |
| 3    | Allemagne de l'Ouest | 1171   | 9           | 28        |
| 4    | Italie               | 892    | 4           | 16        |
| 5    | France               | 618    | 1           | 7         |
| 6    | Yougoslavie          | 560    | 8           | 18        |
| 7    | Suède                | 483    | 6           | 14        |
| 8    | États-Unis           | 441    | 1           | 3         |
| 9    | Canada               | 381    | 3           | 10        |
| 10   | Luxembourg           | 294    | 3           | 8         |

| Rang | Nom                  | Points | Victoire(s) | Podium(s) |
| ---- | -------------------- | ------ | ----------- | --------- |
| 1    | Autriche             | 1255   | 8           | 34        |
| 2    | Suisse               | 1234   | 15          | 31        |
| 3    | Italie               | 699    | 3           | 13        |
| 4    | Allemagne de l'Ouest | 461    | 3           | 14        |
| 5    | Suède                | 437    | 6           | 14        |
| 6    | Yougoslavie          | 347    | 6           | 12        |
| 7    | Luxembourg           | 294    | 3           | 8         |
| 8    | France               | 259    | 1           | 3         |
| 9    | Liechtenstein        | 227    | 1           | 8         |
| 10   | États-Unis           | 150    | -           | 1         |

| Rang | Nom                  | Points | Victoire(s) | Podium(s) |
| ---- | -------------------- | ------ | ----------- | --------- |
| 1    | Suisse               | 1435   | 15          | 46        |
| 2    | Autriche             | 918    | 8           | 18        |
| 3    | Allemagne de l'Ouest | 710    | 6           | 14        |
| 4    | France               | 359    | -           | 4         |
| 5    | Canada               | 335    | 3           | 10        |
| 6    | États-Unis           | 291    | 1           | 2         |
| 7    | Yougoslavie          | 213    | 2           | 6         |
| 8    | Tchécoslovaquie      | 199    | 1           | 6         |
| 9    | Italie               | 193    | 1           | 3         |
| 10   | Espagne              | 51     | -           | 1         |